# Platysteira albifrons
Platysteira albifrons е вид птица от семейство Platysteiridae. Видът е почти застрашен от изчезване.

## Разпространение
Видът е разпространен в Ангола.